# Дрова (музыкальный инструмент)
Дрова́ — русский народный ударный музыкальный инструмент, разновидность ксилофона.

## Описание
Состоит из небольших деревянных брусков («поленьев» или «полениц») полукруглой формы, одинаковой толщины, но разной длины, скреплённых между собой верёвкой. На внутренней (плоской) стороне каждого бруска выдалбливают резонирующую полость. Точную подстройку брусков под определённый музыкальный тон делают, подгоняя глубину полости — чем полость глубже, тем ниже звук: углубляя выемку снизу — понижаем звук, уменьшая длину бруска — повышаем. Играют на «дровах» молоточками, сделанными из твёрдых пород дерева. Материал, как и для дров, должен быть очень сухим, твердым.
Существовали разновидности дров, в которых вместо деревянных брусков использовались скалки для раскатывания теста или металлические трубочки.

## Изготовление
Собирались на толстую верёвку дрова из сухого, выдержанного дерева (клён, берёза, ель) разной величины и строились согласно ступеням звуковой гаммы. Самое большое «полено» приблизительно длиной 700 −800 мм, шириной 100 мм, толщиной около 30 мм.